# Гриневка (Сумская область)
Гриневка (укр. Гринівка) — село,
Гриневский сельский совет,
Недригайловский район,
Сумская область,
Украина.
Код КОАТУУ — 5923580501. Население по переписи 2001 года составляло 369 человек .
Является административным центром Гриневского сельского совета, в который, кроме того, входят сёла
Нелены,
Акименки и
Зеленая Диброва.

## Географическое положение
Село Гриневка находится на берегу реки Хусть,
ниже по течению на расстоянии в 0,5 км расположено село Беседовка.
Река в этом месте пересыхает.

## История
- Село Гриневка известно со второй половины XVIII века (по некоторым данным 1649 год).
- Вблизи села Гриневка обнаружено поселение черняховской культуры.
- В XIX веке село Гриневка было волостным центром Гриневской волости Роменского уезда Полтавской губернии[2].

## Экономика
- Молочно-товарная и овце-товарная фермы.
- «Хоружевка», ООО.
- «Мрия», сельскохозяйственное ООО.
- «Гриневка», ООО.

## Объекты социальной сферы
- Детский сад.
- Школа.
- Дом культуры.

## Религия
- Церковь Святого Михаила.
- Священнослужители Михайловской церкви[2]:
  - 1801 - священник Дмитрий Андреевич, дьячок Иван Андреевич
  - 1802-1826 - священник Яков Петрович Белопольский

## Галерея

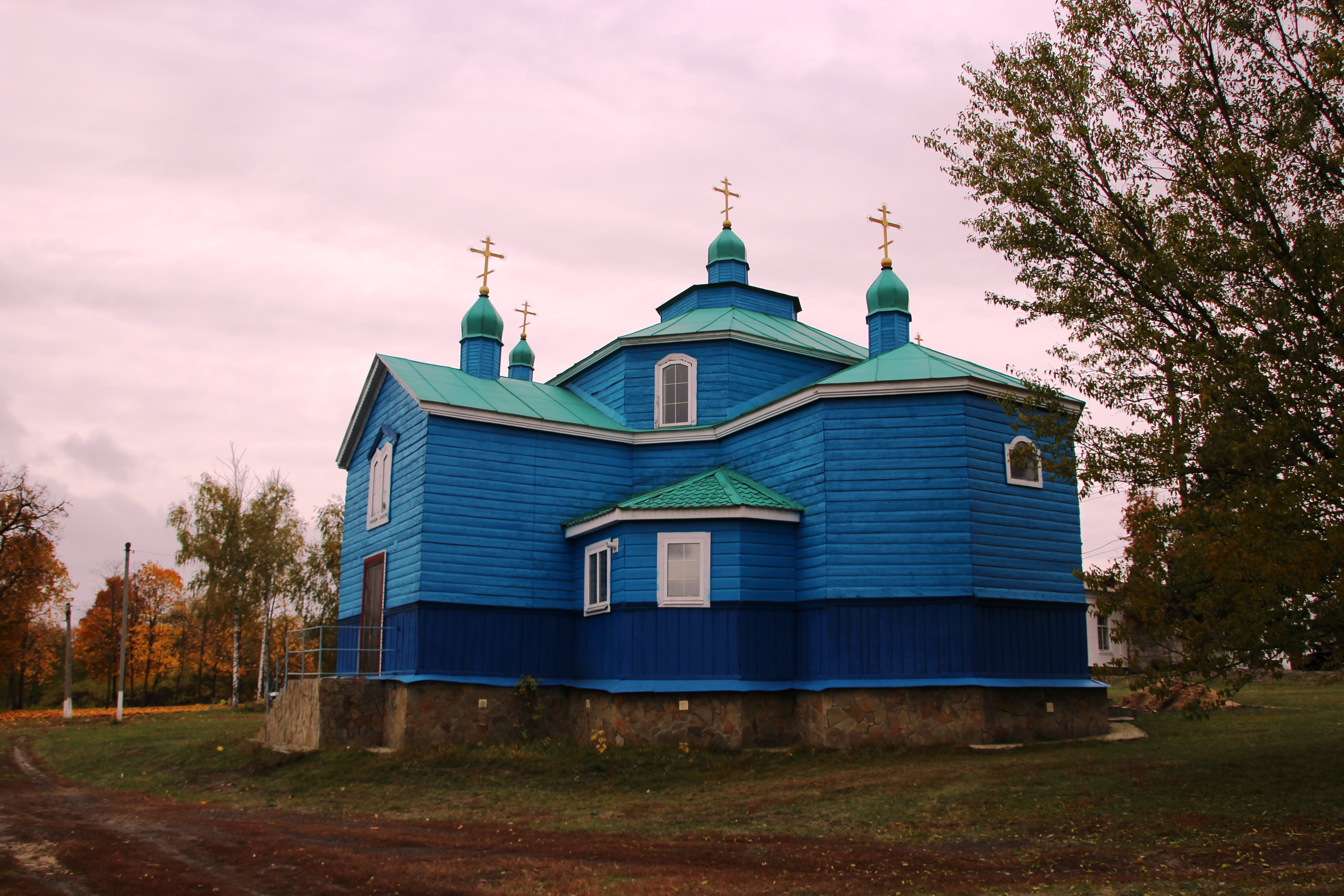
Михайловская церковь
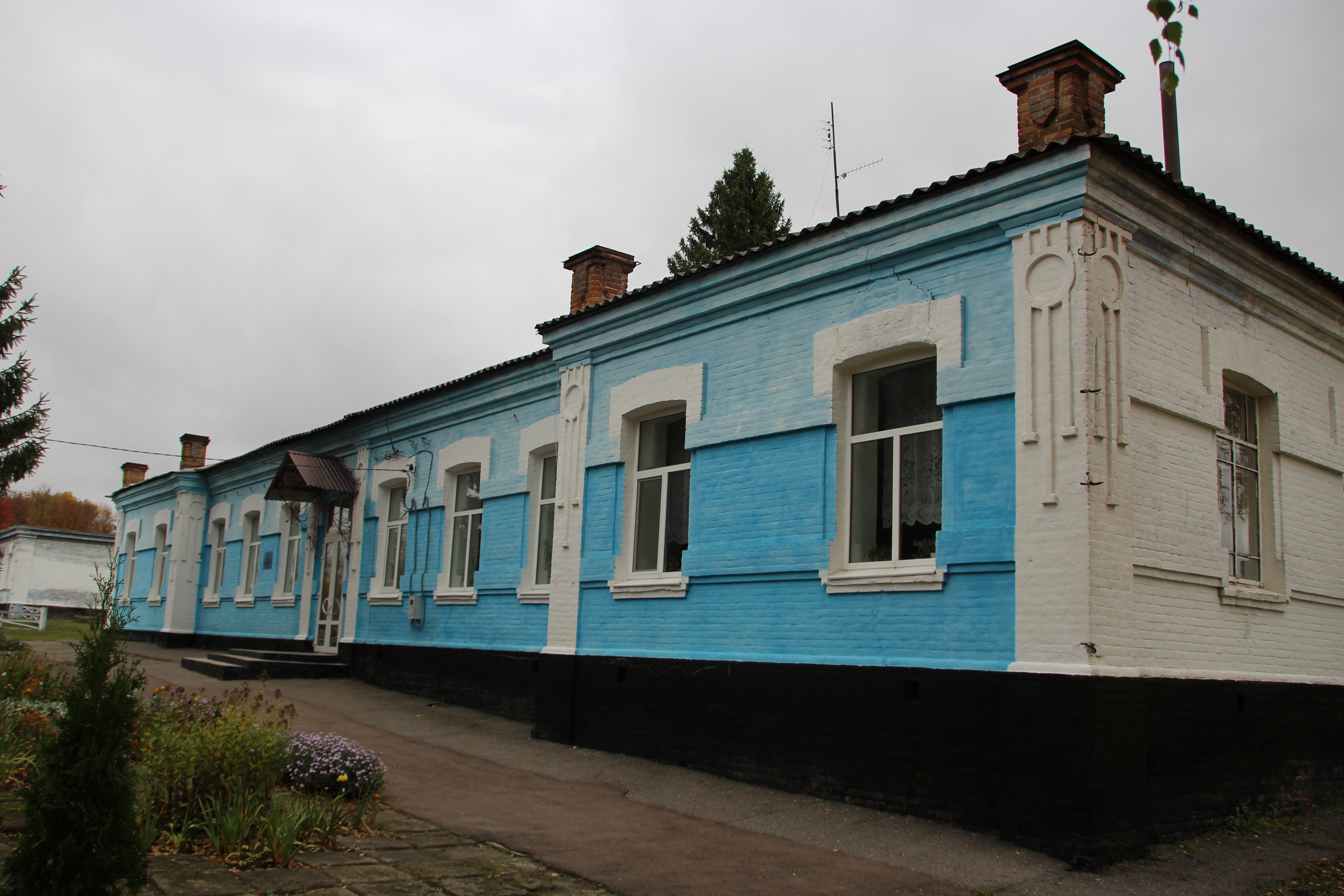
Сельское двухклассное училище
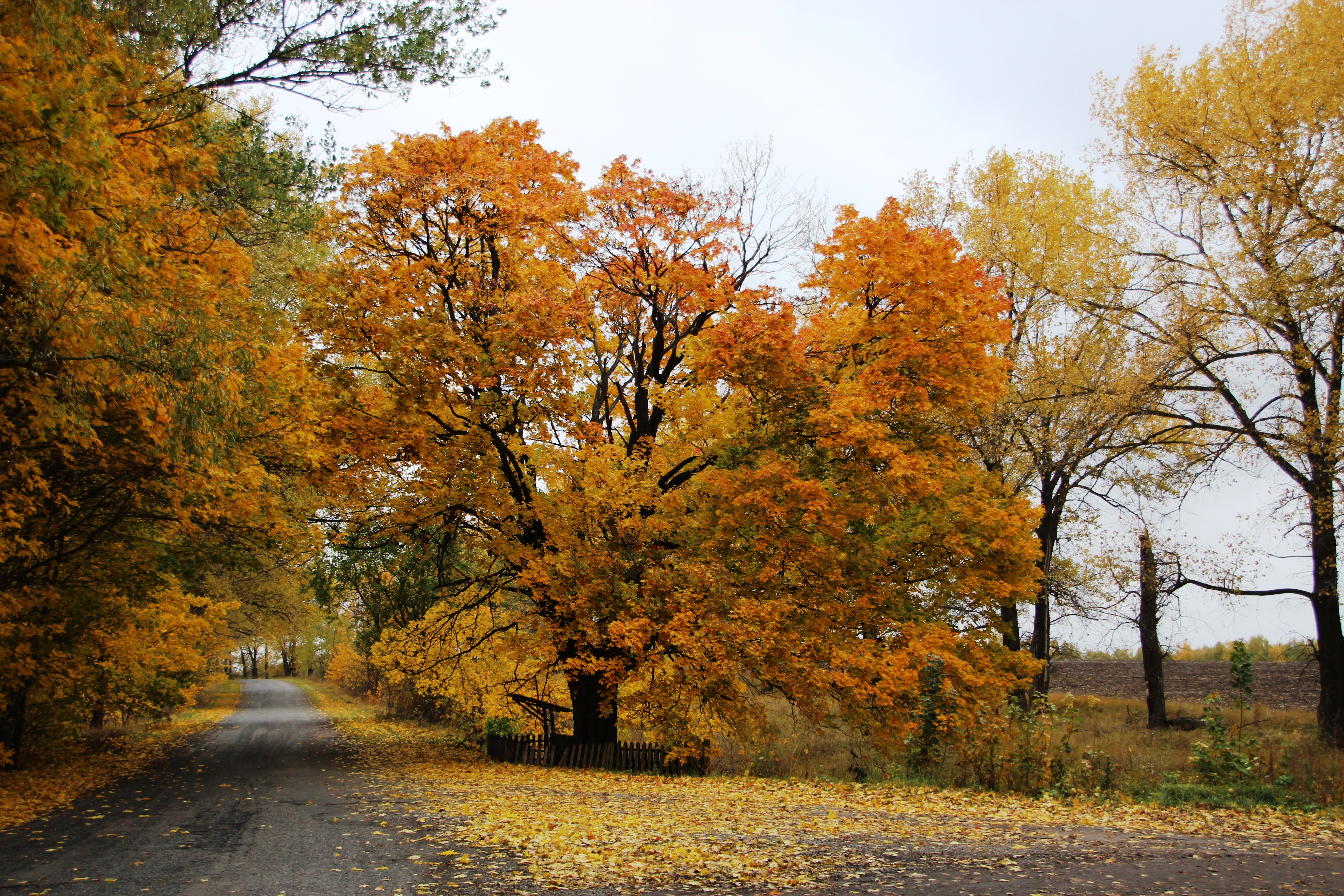
Золотая осень